# Нушки
Нушки (англ. Nushki) — город в провинции Белуджистан, Пакистан. Административный центр округа Нушки. Население — 23 782 чел. (на 2010 год).

## Географическое положение
Город расположен возле реки Гильменд.

## Демография
| 1998   | 2010   |
| ------ | ------ |
| 23 386 | 23 782 |